# Emily Brontë
Emily Jane Brontë (Thornton, Inglaterra, 30 de julho de 1818 — Haworth, Inglaterra, 19 de dezembro de 1848) foi uma escritora e poetisa britânica, autora do romance Wuthering Heights (O Morro dos Ventos Uivantes), hoje considerado um clássico da literatura mundial. Era a segunda irmã mais velha das três sobreviventes irmãs Brontë, entre Charlotte e Anne. Ela escrevia sob o pseudônimo masculino Ellis Bell.
É, das três irmãs, a de que menos se têm informações, tendo vivido reclusa e introvertida. Charlotte Brontë, no seu prólogo para a edição de Wuthering Heights de 1850, falou da relação da irmã com as pessoas: 
"Embora seus sentimentos pelos que a cercavam fossem benevolentes, relações com eles ela nunca procurou, nem, com poucas exceções, as experimentou. E mesmo assim ela os conhecia: sabia seus costumes, sua linguagem, a história de suas famílias; podia ouvir sobre eles com interesse, e falar deles com detalhes (...); porém, com eles, raramente trocou uma palavra".

## Biografia
Emily nasceu em Thornton, Yorkshire, na   Inglaterra, parte do então Reino Unido da Grã-Bretanha e Irlanda (hoje Reino Unido) em 30 de julho de 1818, a quinta dos seis filhos de Patrick Brontë, vigário da Igreja da Inglaterra, e Maria Branwell, e irmã de Charlotte Brontë e Anne Brontë, também escritoras. Ela teve ainda duas irmãs mais velhas, Maria e Elizabeth e um irmão mais velho, Patrick Branwell. Em 1820, sua família mudou-se para Haworth, onde o pai de Emily foi um curador, e nestes arredores o seu talento literário floresceu.
Depois da morte de sua mãe, quando Emily tinha três anos de idade, a austera tia Branwell foi morar com eles, e Maria, Elizabeth e Charlotte foram mandadas para um colégio interno em Cowan Bridge, onde sofriam castigos, alimentavam-se mal e não dormiam, devido ao frio. Emily juntou-se a elas durante algum tempo quando tinha seis anos. Quando uma epidemia de febre tifoide atingiu a escola, Maria e Elizabeth ficaram doentes e a primeira foi enviada para casa, onde morreu pouco tempo depois. Após a morte de Maria, o pai resolveu levar as crianças, definitivamente, de volta para casa, porém Elizabeth acabou por falecer depois do seu regresso.
Em casa, a nova empregada Thabitha (Taby) costumava contar-lhes histórias, e anos mais tarde Emily a homenageou como a fiel personagem de Nelly Dean, em Wuthering Heights. As 3 meninas, Charlotte, Emily e Anne, aprendiam tarefas domésticas e o único filho homem, Patrick (costumavam chamá-lo de Branwell), aprendia grego e latim com o pai.
Emily e os irmãos criaram, em suas brincadeiras, várias terras imaginárias (Angria, Gondal, Gaaldine), que aparecem nas histórias que eles escreveram. Tais terras imaginárias eram relatadas em detalhes, jornais e outros artigos que as crianças costumavam escrever, e onde seus soldados de chumbo, presente do pai, costumavam “morar”. Poucos dos trabalhos de Emily neste período sobreviveram, exceto por alguns poemas declamados pelas personagens e a lista de personagens de Gondal elaborada por Anne.

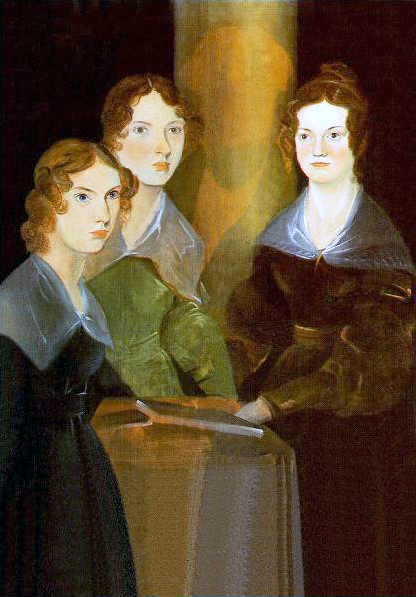
As irmãs Brontë, pintadas pelo irmão Branwell, em 1834. Da esquerda para a direita: Anne, Emily e Charlotte (entre elas há a sombra de Branwell).

Posteriormente, Charlotte entrou para o colégio em Roe Head, Branwell começou a beber, e Emily começou a se isolar em seu mundo. Quando Charlotte, que acabou sendo bem aceita em Roe Head, foi convidada a lecionar naquela escola, levou Emily consigo; devido, porém, à timidez, Emily não se integrou e acabou voltando para casa, onde Anne se preparava para ocupar o seu lugar em Roe Head. Branwell, nessa época, já bebia imoderadamente, contava mentiras, não seguia a carreira promissora que o seu talento e o esforço do pai prenunciavam, e nem chegou a realizar os exames preparatórios na Academia de Belas-Artes de Londres, para onde o pai o mandara.

### Idade adulta
Emily tornou-se professora na Law Hill School em Halifax em setembro de 1838, quando tinha 20 anos. No entanto, começou a ter problemas de saúde devido ao estresse causado por dias de trabalho de 17 horas e regressou a casa em abril de 1839. A partir daí, dedicou-se maioritariamente a tarefas domésticas e a ensinar catequese. Ela aprendeu alemão sozinha através de livros e tocava piano.
Emily passava os dias, em casa, solitariamente. Em certa ocasião, um cão a mordeu no braço, e ela mesma cauterizou a ferida, ficando com o braço definitivamente deformado. Nos intervalos dos afazeres domésticos, compunha versos que escondia. Através da correspondência com Charlotte, ficou sabendo que a irmã mandara uns versos aos poetas William Wordsworth e Southey, e não fora muito encorajada.

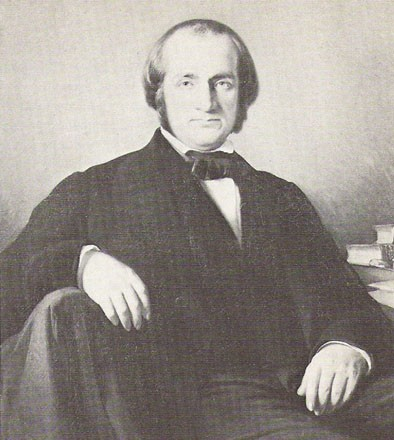
Constantin Héger, professor de Charlotte e Emily em Bruxelas.

Charlotte resolveu partir para a Bélgica, para trabalhar, levando Emily consigo. Em Bruxelas, conhecem o Professor Constantin Héger, por quem Charlotte se apaixona, apesar de ele ser casado. Héger ficou impressionado com a personalidade de Emily e escreveu:
"Ela deveria ter sido um homem: um grande navegador. A sua racionalidade poderosa teria retirado novas perspectivas através do seu conhecimento das velhas e a sua vontade forte e imperiosa nunca teria esmorecido perante oposição ou dificuldades, apenas perante a morte. Ela tinha cabeça para a lógica e uma capacidade de debate pouco comum para um homem e ainda mais rara numa mulher... este dom era prejudicado pela tenacidade da sua teimosia que a tornava obtusa a todos os argumentos que desafiavam os seus desejos e as suas ideias do que era correto."
As duas irmãs dedicaram-se a estudar francês e alemão e, ao fim de um semestre, tinham conseguido aperfeiçoar o seu francês de tal modo que Héger lhes pediu que ficassem mais seis meses em Bruxelas. Ele até propôs despedir o professor de Inglês da sua escola e oferecer o emprego a Charlotte, enquanto Emily ensinaria música. Porém, a doença e a morte da tia delas obrigaram-nas a regressar a Haworth.
Os irmãos voltam a se reunir, com planos de fundar uma escola, mas não conseguiram alunos. Anne e Branwell vão trabalhar de preceptores, e Emily e Charlotte ficam em Haworth. Em 1845, Charlotte descobriu os poemas de Emily e decidiu que queria publicá-los, juntamente com os seus e os de Anne. Em janeiro de 1846, uma pequena editora aceitou publicar o livro a expensas das próprias autoras, e foi usada, para isso, a herança da tia. Apenas dois exemplares foram vendidos, apesar do elogio da crítica. As três irmãs não desanimaram, e cada uma começou a escrever sua narrativa.

## Wuthering Heights
Charlotte foi a primeira a publicar, Jane Eyre, sob o pseudônimo de Currer Bell, atingindo grande sucesso. Quando Wuthering Heights foi publicado em 1847, sob o pseudônimo Ellis Bell, Jane Eyre já estava na 2.ª edição. Wuthering Heights foi publicado como dois volumes de um conjunto de três que incluía Agnes Grey de Anne Brontë. A estrutura do romance e o clima tenso da história levaram a que os críticos não compreendessem e não valorizassem por completo a obra.
A violência e a paixão do livro levaram o público vitoriano e alguns dos primeiros críticos que o leram a acreditar verdadeiramente que tinha sido escrito por um homem. Segundo Juliet Gardiner: "a paixão sexual vívida e poder da sua linguagem e descrição impressionaram, deixaram perplexos e chocaram os críticos". Embora tenha recebido críticas na época em que foi lançado, posteriormente o livro foi incluído no cânone dos clássicos da literatura inglesa. Recebeu várias versões oficiais no cinema e inúmeras adaptações.
Apesar de uma carta da sua editora indicar que Emily tinha começado a escrever um segundo romance, o manuscrito nunca foi encontrado. É possível que Emily, ou um membro da sua família o tenha destruído, se é que alguma vez existiu, quando a doença a impediu de o terminar.

## Morte
Emily acreditava que a sua saúde, à semelhança da dos irmãos, tinha sofrido devido ao clima severo do local onde viviam e às condições insalubres da sua casa (a água que recebiam vinha contaminada pelo escoamento do cemitério da igreja). Ela apanhou uma constipação grave durante o funeral do seu irmão Branwell em setembro de 1848 e a sua saúde piorou ainda mais quando contraiu tuberculose. Apesar de o seu estado de saúde se ter agravado bastante, ela recusou qualquer assistência médica e remédios, dizendo que não queria "veneno, nem médicos" perto dela. Na manhã do dia 19 de dezembro do mesmo ano, Charlotte, preocupada com o estado de saúde da irmã, escreveu:
"Ela fica mais fraca a cada dia que passa. O médico expressou a sua opinião de forma demasiado obscura para ter alguma utilidade: ele enviou alguns medicamentos que ela não tomou. Nunca conheci momentos tão negros como estes, peço a Deus para que nos dê força a todos."
Ao meio-dia, Emily piorou: só conseguia falar através de sussurros entre suspiros. As suas últimas palavras que a família conseguiu ouvir foram: "podem chamar um médico? Queria que um me visse", mas foi tarde demais. Ela morreu nesse dia às duas.
O seu irmão tinha morrido três meses antes, o que levou uma criada a declarar que "a Menina Emily morreu de coração partido pela morte do irmão". Emily tinha emagrecido tanto que o seu caixão tinha apenas 40 centímetros de largura. Ela foi enterrada na igreja de St. Michael and All Angels Cemetery, Haworth, Oeste de Yorkshire, Inglaterra. No ano seguinte morre sua irmã, Anne Brontë.

## Publicações
- Bell, Ellis (1847). Wuthering Heights, A Novel 1 ed. Londres: Thomas Cautley Newby. Emily Brontë as 'Ellis Bell'
- Gezari, Janet, ed. (1992). Emily Jane Brontë: The Complete Poems. Col: Penguin Classics. Nova York: Penguin Books. ISBN 0140423524. OL 1464636M

### Edições eletrônicas
- Obras de Emily Brontë (em inglês) no Projeto Gutenberg
- Obras de ou sobre Emily Brontë no Internet Archive (em inglês)